# 정보름
정보름은 대한민국의 배우이다.

## 출연작

### 영화
- 《야경: 죽음의 택시》 (2017년)
- 《십이야: 깊고 붉은 열두 개의 밤 Chapter 1》 (2015년)
- 《드라이버》 (2013년)
- 《에덴》 (2013년) - 지현 역
- 《남자사용설명서》 (2013년) - 은숙 역
- 《박제된 공주》 (2012년) - 하얀치마 역
- 《패밀리마트》 (2010년) - 희주 역
- 《투 가이즈》 (2004년) - 헬스녀 2 역
- 《내 여자 친구를 소개합니다》 (2004년) - 가라오케 종업원 역

### 드라마
- 《가족끼리 왜 이래》 (KBS2, 2014년~2015년) - 윤서정 역
- 《아들 찾아 삼만리》 (SBS, 2007년) - 마리아 / 마봉실 역
- 《사랑도 미움도》 (SBS, 2006년) - 최리라 역

### 연극
- 《퍼즐》
- 《드레싱》
- 《닥터 이라부》
- 《레인맨》
- 《라이어》

### 예능
- 《연예가중계》 (KBS2, 2007년)